# Società Sportiva Sambenedettese 2020-2021
Questa voce raccoglie le informazioni riguardanti la Società Sportiva Sambenedettese nelle competizioni ufficiali della stagione 2020-2021.

## Stagione
Dopo l'eliminazione dai play-off contro il Padova nella stagione precedente, la società rossoblù, del nuovo presidente Domenico Serafino, decide di confermare alla guida tecnica Paolo Montero.
La Sambenedettese disputa il suo quarantaquattresimo campionato di Serie C e partecipa, dal primo turno eliminatorio, alla Coppa Italia, dove viene eliminata dall'Alessandria. Alla settima giornata di campionato, dopo la sconfitta interna contro il Modena, la società decide di cambiare la guida tecnica esonerando Montero; al suo posto viene nominato nuovo tecnico Mauro Zironelli. Nei primi giorni del gennaio 2021 la società comunica che sono stati sollevati dagli incarichi il responsabile dell'area tecnica Stefano Colantuono il direttore sportivo Pietro Fusco; successivamente il presidente Serafino ha assunto come nuovo direttore tecnico Gianni Improta. Dopo il pareggio interno contro il Fano, alla ventitreesima giornata di campionato, Zironelli si dimette dall'incarico della guida tecnica, con la Sambenedettese al quinto posto in classifica; al suo posto è stato richiamato Montero.
Il 22 marzo 2021 i calciatori tesserati, con il supporto dell'Associazione Italiana Calciatori (AIC), hanno deciso di mettere formalmente in mora la società in relazione al pagamento delle retribuzioni dovute delle mensilità di novembre-dicembre 2020 e gennaio-febbraio 2021, nelle forme previste dall'articolo 17 dell'accordo collettivo tra AIC, Lega Pro e Federazione Italiana Giuoco Calcio (FIGC). Il 29 dello stesso mese i calciatori proclamano lo stato di agitazione, dopo un incontro avuto nella precedente settimana con la società, la quale rassicurava i tesserati, che avrebbe saldato gli arretrati retributivi entro venerdì 2 aprile 2021. I giocatori, nonostante le difficoltà, hanno continuato a svolgere la loro attività; in collaborazione con l'AIC hanno tuttavia posto un preavviso di sciopero, per il 3 aprile 2021, nel caso non fossero state rispettate le rassicurazioni dalla società, ovvero adempire al pagamento delle somme contrattualmente dovute per tutte le mensilità maturate, paventando la mancata disputa dell'incontro previsto contro il Matelica. Il successivo 30 marzo la Sambenedettese è stata deferita, a titolo di responsabilità diretta, propria e oggettiva, per il mancato pagamento degli emolumenti e le dichiarazioni non veridiche alla Covisoc. Il 1º aprile il capitano Maxi López ufficializza che la Sambenedettese scenderà in campo contro il Matelica, decisione presa di comune accordo fra i calciatori e lo staff tecnico, confermando lo stato di agitazione da parte della squadra.
Il 26 aprile si è attivata la procedura che porterà la società verso il fallimento. I commissari giudiziali Franco Zazzetta e Massimiliano Pucini hanno depositato la loro relazione, in quanto non è stato depositato il libretto al portare con la cifra di 25 000 euro richiesta per il pagamento dalla cancelleria del Tribunale di Ascoli Piceno. Due giorni dopo il Tribunale Federale Nazionale della FIGC, dopo che ha discusso i due deferimenti emessi dalla Procura federale nei confronti della Sambenedettese, sono stati inflitti 4 punti di penalizzazione, l’ammenda di 3 000 euro e 6 mesi di inibizione all'amministratore unico e legale rappresentante del club, Serafino, oltreché un mese al revisore legale, Luciana Andrenelli: con la penalità emessa, la Sambenedettese che aveva raggiunto i 54 punti e l'ottava posizione nella classifica alla penultima giornata di campionato, si posiziona, a una giornata dal termine, in nona posizione a 50 punti, mantenendo la zona play-off del proprio girone. Con la sconfitta in trasferta contro il Padova per una rete a zero, si conclude il campionato con i marchigiani che chiudono in nona posizione, guadagnando la partecipazione al primo turno dei play-off dove vanno ad affrontare i corregionali del Matelica.
Il 4 maggio il Tribunale di Ascoli Piceno dichiara il fallimento del club concedendo l'esercizio provvisorio in attesa dell'asta per rilevarne l'attività sportiva. La Sambenedettese può quindi disputare la sfida sul campo del Matelica, in programma cinque giorni dopo e valida per il primo turno dei play-off, dove gli uomini di Montero vengono eliminati perdendo per tre reti a uno.

## Divise e sponsor
Per la stagione 2020-2021 lo sponsor tecnico è Nike mentre gli sponsor ufficiali sono il main sponsor Sudaires, lo sleeve sponsor Netoip e il back sponsor Reale Mutua Assicurazioni.
| Casa | Trasferta | Terza divisa |  |

## Organigramma societario
Consiglio d'amministrazione
- Presidente: Domenico Serafino
- Direttore generale: Walter Cinciripini
- Responsabile amministrativo: Massimo Collina

Area comunicazione e organizzativa
- Responsabile Comunicazione: Federica Rogato
- Club Manager: Matteo Bianchini
- Segretario sportivo: Nazzareno Marchionni
- Segreteria del Presidente: Simona Piergallini
- Delegato alla sicurezza: Emidio Manfroni
- Addetto all'arbitro: Matteo Traini
- SLO (Supporters Liaison Officer): Andrea Traini
- Responsabile stadio: Michel Maccarone
- Area logistica: Antonio Voltattorni, Egeo Talamonti, Andrea Tassotti

Area marketing
- Area commerciale & Marketing: Piero Zazzetta, Wiliam Clementi
- Area merchandising & Store: Daniele Credidio

Area sportiva
- Direttore dell’area tecnica: Gianni Improta
- Consulente area tecnica: Pedro Pasculli
- Team manager: Nazario Pignotti

Area tecnica
- Allenatore: Paolo Montero
- Allenatore in seconda: Mauro Ardizzone
- Collaboratore tecnico: Andrea Pierantoni
- Preparatore atletico: Oscar Piergallini
- Preparatore dei portieri: Stefano Visi, Paolo Mancini

Area sanitaria
- Responsabile staff Medico: Dott. Mario Capriotti
- Medico sociale: Prof.  Mauro Persico, Dott.ssa Eleonora Manfredi
- Responsabile area fisioterapica: Marco Minnucci
- Fisioterapista: Simone Ghezzi
- Collaboratore: Marco Michettoni

Area scouting
- Area scouting: Italo Schiavi, Alessandro Casaglia

## Rosa
Aggiornata al 1º febbraio 2021.
| N. |                      | Ruolo | Calciatore            |
| -- | -------------------- | ----- | --------------------- |
| 1  | Argentina (bandiera) | P     | Gonzalo Laborda       |
| 2  | Italia (bandiera)    | D     | Giacomo Biondi        |
| 3  | Italia (bandiera)    | D     | Lorenzo Trillò        |
| 4  | Italia (bandiera)    | D     | Dario D'Ambrosio      |
| 5  | Italia (bandiera)    | D     | Patrick Enrici        |
| 6  | Italia (bandiera)    | D     | Davide Di Pasquale    |
| 7  | Argentina (bandiera) | A     | Agustín Occhiato      |
| 8  | Argentina (bandiera) | C     | Santiago Chacón       |
| 10 | Argentina (bandiera) | C     | Rubén Botta           |
| 11 | Argentina (bandiera) | A     | Maxi López (capitano) |
| 12 | Italia (bandiera)    | P     | Lorenzo Fusco         |
| 13 | Croazia (bandiera)   | C     | Mario Babić           |
| 14 | Argentina (bandiera) | C     | Iván Rossi            |
| 15 | Italia (bandiera)    | D     | Andrea Cristini       |
| 16 | Italia (bandiera)    | C     | Angelo D'Angelo       |
| 17 | Italia (bandiera)    | A     | Stefano Padovan       |

| N. |                      | Ruolo | Calciatore              |
| -- | -------------------- | ----- | ----------------------- |
| 18 | Italia (bandiera)    | C     | Nicolò Fazzi            |
| 19 | Ghana (bandiera)     | C     | Shaka Mawuli            |
| 20 | Italia (bandiera)    | A     | Francesco Serafino      |
| 21 | Albania (bandiera)   | C     | Vittorio Mehmetaj       |
| 22 | Italia (bandiera)    | P     | Tommaso Nobile          |
| 23 | Italia (bandiera)    | C     | Federico Angiulli       |
| 24 | Italia (bandiera)    | A     | Antonio Bacio Terracino |
| 25 | Italia (bandiera)    | D     | Andrea Scrugli          |
| 27 | Italia (bandiera)    | A     | Patrizio Masini         |
| 28 | Argentina (bandiera) | D     | Esteban Goicoechea      |
| 29 | Italia (bandiera)    | D     | Simone Lavilla          |
| 30 | Argentina (bandiera) | C     | Rodrigo De Ciancio      |
| 31 | Italia (bandiera)    | c     | Mattia Lombardo         |
| 32 | Argentina (bandiera) | A     | Facundo Lescano         |
| 33 | Argentina (bandiera) | D     | Ignacio Liporace        |

## Calciomercato

### Sessione estiva(dall'1/9 al 5/10)
| Acquisti | Acquisti                | Acquisti              | Acquisti   |
| R.       | Nome                    | da                    | Modalità   |
| -------- | ----------------------- | --------------------- | ---------- |
| P        | Tommaso Nobile          | Pro Vercelli          | definitivo |
| P        | Gonzalo Laborda         | Bangor City           | definitivo |
| D        | Andrea Cristini         | Teramo                | definitivo |
| D        | Simone Lavilla          | Cittanovese           | definitivo |
| D        | Ignacio Liporace        | Atlético de Rafaela   | definitivo |
| D        | Esteban Goicoechea      | Bangor City           | definitivo |
| D        | Patrick Enrici          | Torino                | definitivo |
| D        | Dario D'Ambrosio        | Siena                 | definitivo |
| D        | Andrea Scrugli          | Triestina             | definitivo |
| C        | Santiago Chacón         | Bangor City           | definitivo |
| C        | Angelo D'Angelo         | Casertana             | definitivo |
| C        | Federico Angiulli       | Catania               | definitivo |
| C        | Shaka Mawuli            | Ravenna               | definitivo |
| C        | Rodrigo De Ciancio      | Club Atlético Atlanta | definitivo |
| C        | Rubén Botta             | Defensa y Justicia    | prestito   |
| C        | Vittorio Mehmetaj       | Sassuolo              | prestito   |
| C        | Patrizio Masini         | Genoa                 | prestito   |
| A        | Maxi López              | Crotone               | definitivo |
| A        | Facundo Lescano         | Sicula Leonzio        | definitivo |
| A        | Manuel Nocciolini       | Parma                 | prestito   |
| A        | Antonio Bacio Terracino | Fermana               | definitivo |
| A        | Manuele Malotti         | Gavorrano             | definitivo |
| A        | Francesco Serafino      | Bangor City           | definitivo |
| A        | Agustín Occhiato        | Club Almirante Brown  | prestito   |
| A        | Luca Pesce              | Torino                | definitivo |

| Cessioni | Cessioni            | Cessioni       | Cessioni      |
| R.       | Nome                | a              | Modalità      |
| -------- | ------------------- | -------------- | ------------- |
| P        | Antonio Santurro    | Bologna        | fine prestito |
| P        | Samuele Massolo     | Virtus Entella | fine prestito |
| D        | Francesco Rapisarda | Triestina      | definitivo    |
| D        | Mirko Miceli        | Avellino       | definitivo    |
| D        | Andrea Zaffagnini   | AZ Picerno     | definitivo    |
| C        | Marco Frediani      | Parma          | fine prestito |
| C        | Luca Gelonese       | Vis Pesaro     | svincolato    |
| C        | Vincenzo Garofalo   | Avellino       | definitivo    |
| C        | Gabriele Bove       | Gubbio         | definitivo    |
| C        | Lorenzo Panaioli    |                | svincolato    |
| A        | Francesco Grandolfo | Legnago        | svincolato    |
| A        | Francesco Orlando   | Salernitana    | fine prestito |
| A        | Iacopo Cernigoi     | Salernitana    | fine prestito |
| A        | Alessio Di Massimo  | Triestina      | svincolato    |

### Sessione invernale(dal 04/01 al 01/02)
| Acquisti | Acquisti        | Acquisti     | Acquisti                         |
| R.       | Nome            | da           | Modalità                         |
| -------- | --------------- | ------------ | -------------------------------- |
| C        | Mario Babić     | Tabor Sežana | Definitivo                       |
| C        | Nicolò Fazzi    | Padova       | Definitivo                       |
| C        | Mattia Lombardo | Monopoli     | Definitivo                       |
| C        | Iván Rossi      | River Plate  | Definitivo                       |
| A        | Stefano Padovan | Pro Vercelli | Prestito con diritto di riscatto |

| Cessioni | Cessioni          | Cessioni | Cessioni      |
| R.       | Nome              | a        | Modalità      |
| -------- | ----------------- | -------- | ------------- |
| C        | Patrizio Masini   | Genoa    | fine prestito |
| A        | Manuele Malotti   | Novara   | prestito      |
| A        | Manuel Nocciolini | Parma    | fine prestito |
| C        | Ludovico Rocchi   | Ravenna  | prestito      |

## Risultati

### Serie C

#### Girone di andata
| Arbitro: | Marcenaro (Genova) |

|                   |           |  |
| Carletti 32’, 70’ | Marcatori |  |

| Arbitro: | Cosso (Reggio Calabria) |

|                          |           |           |
| Nocciolini 23’ López 77’ | Marcatori | 61’ Gómez |

| Arbitro: | Maranesi (Ciampino) |

|              |           |             |
| Angiulli 54’ | Marcatori | 3’ Cognigni |

| Arbitro: | Acanfora (Castellammare di Stabia) |

|  |           |                                  |
|  | Marcatori | 21’ D'Angelo 37’ Bacio Terracino |

| Arbitro: | Angelucci (Foligno) |

|                          |           |  |
| Nocciolini 33’ Botta 42’ | Marcatori |  |

| Arbitro: | Luciani (Roma) |

|              |           |           |
| Polidori 30’ | Marcatori | 24’ López |

| Arbitro: | Caldera (Como) |

|  |           |                         |
|  | Marcatori | 71’ Spagnoli 88’ Muroni |

| Bolzano 1º novembre 2020, ore 15:00 CET 8ª giornata | Südtirol                      | 0 – 0 referto | Sambenedettese | Stadio Druso (0 spett.)\| Arbitro: \| Pascarella (Nocera Inferiore) \| |
| Arbitro:                                            | Pascarella (Nocera Inferiore) |               |                |                                                                        |

| Arbitro: | VigileVigile (Cosenza) |

|           |           |                |
| Botta 21’ | Marcatori | 39’ Melchiorri |

| Arbitro: | Gualtieri (Asti) |

|                           |           |                                    |
| Zuppel 14’ Bortoletti 35’ | Marcatori | 11’ Botta 32’ Lescano 82’ D'Angelo |

| Arbitro: | Galipò (Firenze) |

|                            |           |  |
| Lescano 29’ Nocciolini 44’ | Marcatori |  |

| Arbitro: | Pirrotta (Barcellona Pozzo di Gotto) |

|                 |           |           |
| A. Ferretti 91’ | Marcatori | 73’ Botta |

| Arbitro: | Garofalo (Torre del Greco) |

|            |           |           |
| Masini 89’ | Marcatori | 13’ Luppi |

| Arbitro: | Fiero (Pistoia) |

|  |           |             |
|  | Marcatori | 77’ Lescano |

| Arbitro: | Villa (Rimini) |

|                       |           |                                                |
| Angiulli 6’ López 91’ | Marcatori | 65’ Balestrero 81’ D'Angelo (aut.) 89’ Moretti |

| Arbitro: | Fontani (Siena) |

|                       |           |                      |
| Steffè 2’ Zecca 90+1’ | Marcatori | 65’ (aut.) Maddaloni |

| Arbitro: | Marotta (San Giovanni a Piro) |

|              |           |  |
| Angiulli 90’ | Marcatori |  |

| Arbitro: | Petrella (Viterbo) |

|              |           |                       |
| Miracoli 82’ | Marcatori | 34’ Lescano 56’ Botta |

| Arbitro: | Natilla (Molfetta) |

|  |           |             |
|  | Marcatori | 19’ Jelenič |

#### Girone di ritorno
| Arbitro: | Giordano (Novara) |

|                                                       |           |             |
| Cristini 34’ Lescano 42’, 64’ Angiulli 54’ Masini 86’ | Marcatori | 10’ Mastour |

| Arbitro: | Pascarella (Nocera Inferiore) |

|              |           |                                   |
| Pasquato 17’ | Marcatori | 69’ (aut.) Formiconi 85’ D'Angelo |

| Arbitro: | N. Marini (Trieste) |

|            |           |  |
| Neglia 48’ | Marcatori |  |

| Arbitro: | Frascaro (Firenze) |

|                       |           |                        |
| Fazzi 35’ Lescano 95’ | Marcatori | 77’ Barbuti 88’ Scimia |

| Arbitro: | Fiero (Pistoia) |

|          |           |           |
| Ganz 40’ | Marcatori | 27’ Botta |

| Arbitro: | Perri (Roma) |

|             |           |                                               |
| Lescano 69’ | Marcatori | 20’ Polidori 46’ Della Giovanna 92’ Tommasini |

| Arbitro: | Carella (Bari) |

|                                                      |           |             |
| Spagnoli 10’ Muroni 42’ Monachello 66’ Castiglia 74’ | Marcatori | 89’ Lescano |

| Arbitro: | Bitonti (Bologna) |

|  |           |                                         |
|  | Marcatori | 41’, 46’, 55’ Fischnaller 48’ Casiraghi |

| Arbitro: | Cascone (Nocera Inferiore) |

|            |           |              |
| Murano 30’ | Marcatori | 33’ Lombardo |

| Arbitro: | Arena (Torre del Greco) |

|           |           |  |
| Botta 67’ | Marcatori |  |

| Arbitro: | Di Marco (Ciampino) |

|              |           |                                       |
| Di Paola 14’ | Marcatori | 6’ Lescano 8’ D'Ambrosio 30’ D'Angelo |

| San Benedetto del Tronto 17 marzo 2021 Gara rinviata a mercoledì 24 marzo, ore 15:00 CET 31ª giornata | Sambenedettese   | 0 – 0 referto | Ravenna | Riviera delle Palme (0 spett.)\| Arbitro: \| Collu (Cagliari) \| |
| Arbitro:                                                                                              | Collu (Cagliari) |               |         |                                                                  |

| Arbitro: | Zamagni (Cesena) |

|             |           |           |
| Rolfini 48’ | Marcatori | 39’ Botta |

| Arbitro: | Pascarella (Nocera Inferiore) |

|             |           |  |
| Lescano 56’ | Marcatori |  |

| Arbitro: | Costanza (Agrigento) |

|               |           |  |
| De Santis 63’ | Marcatori |  |

| Arbitro: | Saia (Palermo) |

|  |           |                             |
|  | Marcatori | 30’ Collocolo 33’ Capellini |

| Arbitro: | Milone (Taurianova) |

|  |           |             |
|  | Marcatori | 51’ Lescano |

| San Benedetto del Tronto 25 aprile 2021, ore 20:30 CEST 37ª giornata | Sambenedettese     | 0 – 0 referto | Feralpisalò | Riviera delle Palme (0 spett.)\| Arbitro: \| Scatena (Avezzano) \| |
| Arbitro:                                                             | Scatena (Avezzano) |               |             |                                                                    |

| Arbitro: | Cosso (Reggio Calabria) |

|                 |           |  |
| Della Latta 79’ | Marcatori |  |

#### Play-off
| Arbitro: | De Tommaso (Rieti) |

|                                      |           |              |
| Calcagni 49’ Moretti 88’ Alberti 93’ | Marcatori | 70’ D'Angelo |

### Coppa Italia

#### Turni eliminatori
| Arbitro: | Maggioni (Torino) |

|                               |           |                               |
| Eusepi 13’, 17’ Arrighini 90’ | Marcatori | 25’ Nocciolini 90+2’ Panaioli |

## Statistiche

### Statistiche di squadra
Statistiche aggiornate al 2 maggio 2021.
| Competizione | Punti       | In casa | In casa | In casa | In casa | In casa | In casa | In trasferta | In trasferta | In trasferta | In trasferta | In trasferta | In trasferta | Totale | Totale | Totale | Totale | Totale | Totale | D.R. |
| Competizione | Punti       | G       | V       | N       | P       | GF      | GS      | G            | V            | N            | P            | GF           | GS           | G      | V      | N      | P      | GF     | GS     | D.R. |
| ------------ | ----------- | ------- | ------- | ------- | ------- | ------- | ------- | ------------ | ------------ | ------------ | ------------ | ------------ | ------------ | ------ | ------ | ------ | ------ | ------ | ------ | ---- |
| Serie C      | 50          | 19      | 7       | 6       | 6       | 22      | 22      | 19           | 7            | 6            | 6            | 21           | 21           | 38     | 14     | 12     | 12     | 43     | 43     | 0    |
| Coppa Italia | Primo Turno | 0       | 0       | 0       | 0       | 0       | 0       | 1            | 0            | 0            | 1            | 2            | 3            | 1      | 0      | 0      | 1      | 2      | 3      | -1   |
| Totale       | 50          | 19      | 7       | 6       | 6       | 22      | 22      | 20           | 7            | 6            | 7            | 23           | 23           | 39     | 14     | 12     | 13     | 45     | 46     | -1   |

La Sambenedettese viene penalizzata di 4 punti passando da 54 punti a 50 alla 37ª giornata di campionato.

### Andamento in campionato
| Giornata  | 1  | 2  | 3  | 4 | 5 | 6 | 7  | 8 | 9  | 10 | 11 | 12 | 13 | 14 | 15 | 16 | 17 | 18 | 19 | 20 | 21 | 22 | 23 | 24 | 25 | 26 | 27 | 28 | 29 | 30 | 31 | 32 | 33 | 34 | 35 | 36 | 37 | 38 |
| --------- | -- | -- | -- | - | - | - | -- | - | -- | -- | -- | -- | -- | -- | -- | -- | -- | -- | -- | -- | -- | -- | -- | -- | -- | -- | -- | -- | -- | -- | -- | -- | -- | -- | -- | -- | -- | -- |
| Luogo     | T  | C  | C  | T | C | T | C  | T | C  | T  | C  | T  | C  | T  | C  | T  | C  | T  | C  | C  | T  | T  | C  | T  | C  | T  | C  | T  | C  | T  | C  | T  | C  | T  | C  | T  | C  | T  |
| Risultato | P  | V  | N  | V | V | N | P  | N | N  | V  | V  | N  | N  | V  | P  | P  | V  | V  | P  | V  | V  | P  | N  | N  | P  | P  | P  | N  | V  | V  | N  | V  | V  | P  | P  | V  | N  | P  |
| Posizione | 19 | 10 | 11 | 9 | 4 | 4 | 10 | 9 | 10 | 10 | 10 | 11 | 7  | 6  | 7  | 8  | 7  | 6  | 6  | 6  | 5  | 5  | 5  | 7  | 8  | 9  | 9  | 10 | 10 | 8  | 8  | 9  | 9  | 9  | 9  | 9  | 9  | 9  |

Fonte:  Serie C - Girone B, su calcio.com.
Legenda:

Luogo: C = Casa; T = Trasferta. Risultato: V = Vittoria; N = Pareggio; P = Sconfitta.
La Sambenedettese viene penalizzata di 4 punti passando dall'ottava posizione alla nona alla 37ª giornata di campionato.